# Trischalis orientalis
Trischalis orientalis är en fjärilsart som beskrevs av Rothschild 1913. Trischalis orientalis ingår i släktet Trischalis och familjen björnspinnare. Inga underarter finns listade i Catalogue of Life.